# Andrej Makeev
Andrej Gennad'evič Makeev (in russo Андрей Геннадьевич Макеев?; Petrozavodsk, 3 febbraio 1952 – San Pietroburgo, 13 settembre 2021) è stato un cestista sovietico.

## Carriera
Con l'Unione Sovietica disputò i Giochi olimpici di Montréal 1976.

## Palmarès
- Campionato sovietico: 1

Spartak Leningrado: 1974-75
- Coppa delle Coppe: 2

Spartak Leningrado: 1972-73, 1974-75